# جوليانا ماشادو
جوليانا ماشادو (بالبرتغالية: Juliana Machado) مواليد 6 نوفمبر 1994، هي لاعبة كرة يد أنغولية تلعب كجناح أيمن. مثلت منتخب أنغولا لكرة اليد للسيدات. شاركت في دورة الألعاب الأولمبية الصيفية سنة 2016.

## سجل المنافسة
شاركت في البطولات التالية:
- الألعاب الأولمبية الصيفية 2016
- بطولة العالم لكرة اليد للسيدات 2015

## روابط خارجية
- جوليانا ماشادو على موقع الاتحاد الأوروبي لكرة اليد (الإنجليزية)
- جوليانا ماشادو على موقع اللجنة الأولمبية الدولية (الإنجليزية)
- جوليانا ماشادو على موقع أوليمبيديا (الإنجليزية)